# Evert Nordkvist
Evert Albin Martin Nordkvist, född 22 juni 1903 i Hälsingtuna församling, Gävleborgs län, död 20 december 1959 i Hudiksvall, var en svensk socialdemokratisk kommunalpolitiker.
Nordkvist, som var son till faktor Albin Nordkvist och Olivia Lundgren, var industritjänsteman 1919–1928, lagerchef vid Holma-Helsinglands Linspinneri & Väfveri AB i Sörforsa 1928–1938 och lasarettssyssloman vid länslasarettet i Hudiksvall jämte epidemisjukhuset och vårdhemmet för lättskötta sinnessjuka från 1938. Han var styrelseledamot i Sundsvalls Enskilda Bank i Hudiksvall från 1943, ordförande och styrelseledamot i Dala-Gävleborgs Enskilda Erkända Centralsjukkassa i Falun från 1944 och revisor för ett flertal fonder. Han var ordförande i stadsfullmäktige i Hudiksvalls stad från 1946 och i drätselkammarens första avdelning från 1945. Han var fullmäktig i Allmänna Brand i Jönköping från 1942, i Sveriges kommunalanställdas pensionskassa i Stockholm från 1942, vice ordförande i Svenska sjukkasseförbundets avtalsorganisation i Stockholm från 1947, ordförande i Dala-Gävleborgs-kretsen av Svenska sjukhusförvaltningens tjänstemannaförbund från 1946, ordförande i Hudiksvalls stads elverk från 1944 och ledamot av länsbostadsnämnden för Gävleborgs län i Gävle.